# دانشگاه رادفورد

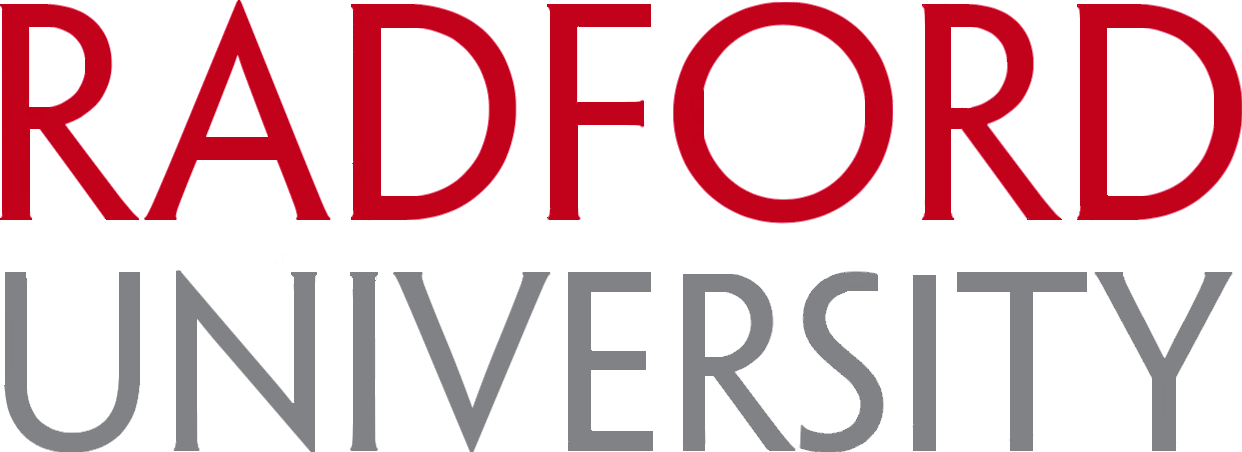

دانشگاه رادفورد یک دانشگاه دولتی در رادفورد، ویرجینیا است. این دانشگاه یکی از هشت دانشگاه دولتی اعطا کننده دکترا در این ایالت است. رادفورد که در سال ۱۹۱۰ تأسیس شد، برنامه‌های درسی را برای دانشجویان کارشناسی در بیش از ۱۰۰ رشته ارائه می‌دهد.

## تاریخچه
مدرسه عادی و صنعتی ایالتی برای زنان در رادفورد به عنوان یک کالج زنانه در سال ۱۹۱۰ در رادفورد تأسیس شد.در سال ۱۹۲۴، با هدف تربیت معلمان در منطقه آپالاش به کالج معلمان دولتی در رادفورد تغییر نام داد. در سال ۱۹۴۳، به عنوان بخشی از جنبش تثبیت ایالت، کالج با مؤسسه پلی تکنیک ویرجینیا در نزدیکی بلکسبورگ ادغام شد و به عنوان پردیس زنان در آن زمان خدمت می‌کرد. این ادغام در سال ۱۹۶۴ منحل شد و کالج رادفورد در سال ۱۹۷۲ به یک مؤسسه آموزشی مختلط تبدیل شد. پس از یک دوره رشد پایدار و قابل توجه، کالج رادفورد در سال ۱۹۷۹ وضعیت دانشگاه را دریافت کرد. در سال ۲۰۰۸، مجمع عمومی ویرجینیا مجوز سه رشته دکترا را در دانشگاه رادفورد صادر کرد و اولین مدرک دکترا در سال ۲۰۱۱ اعطا شد.